# Jean Clouet

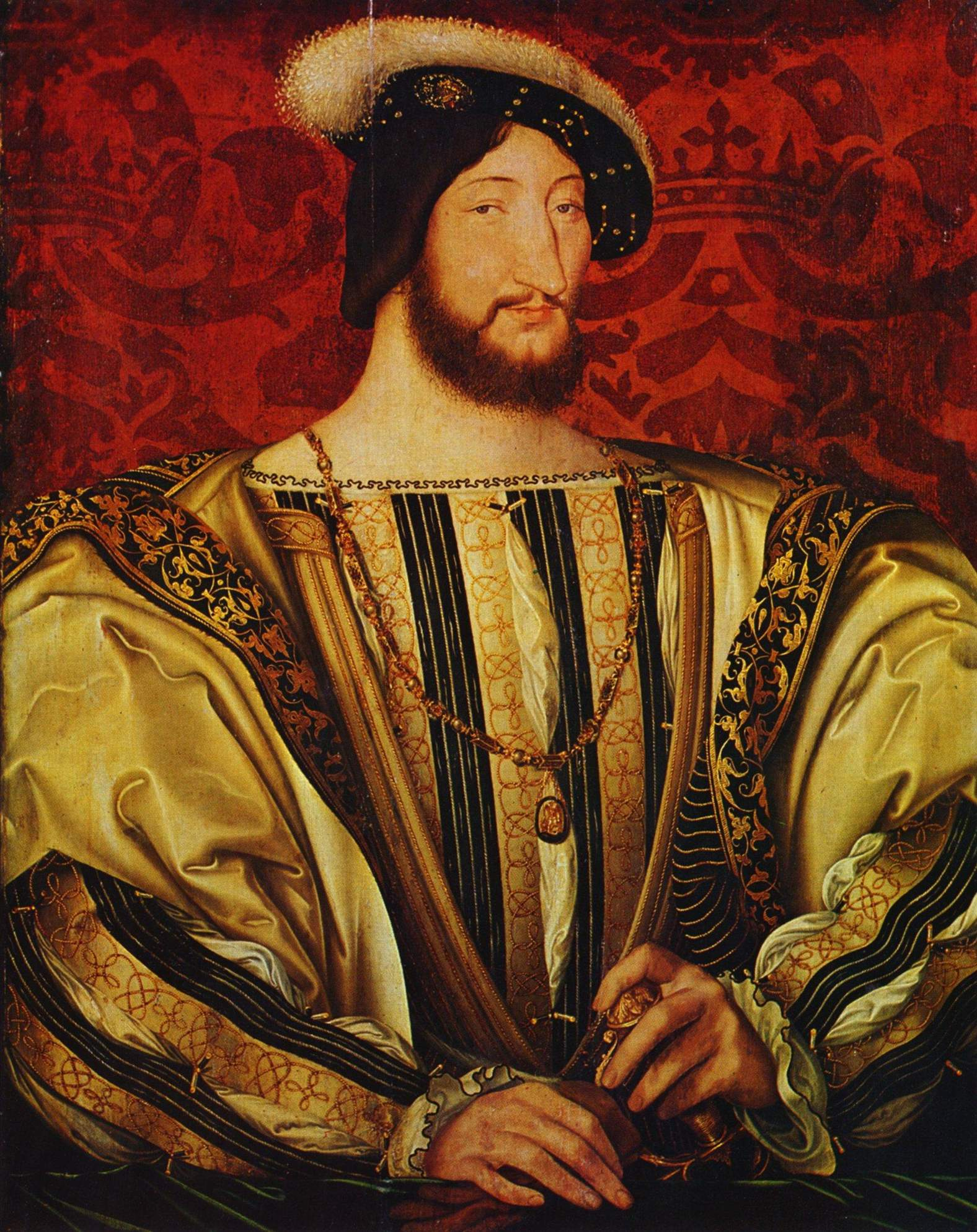
Portret Franciszka I, ok. 1525, Luwr

Jean Clouet zw. „Janet” (ur. ok. 1485 w Niderlandach, zm. ok. 1540–1541 w Paryżu) – malarz francuski pochodzenia niderlandzkiego. Ojciec François Cloueta

## Życiorys
Od 1516 roku był malarzem nadwornym króla Franciszka I; po nim funkcję tę objął jego syn. Malował przede wszystkim portrety, głównie wykonywane węglem i sangwiną, także farbami olejnymi. W jego dorobku znajdują się wizerunki m.in. Franciszka I, Małgorzaty z Nawarry, Guillaume’a Budé. Portrety charakteryzuje wysoki poziom wykonania, precyzja i realizm. Ze źródeł wiadomo, iż tworzył również obrazy religijne i kartony do tapiserii, jednak nie zachowały się one do dziś.

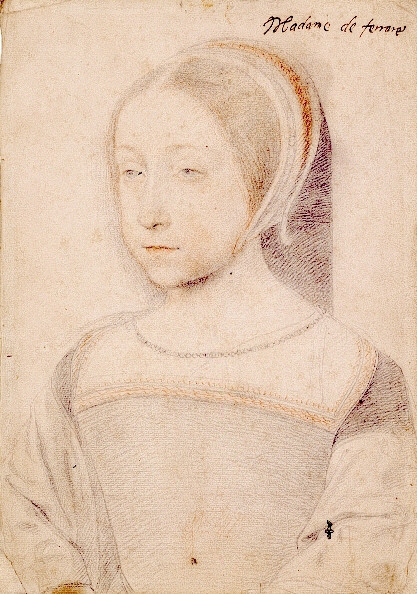
Renée de France
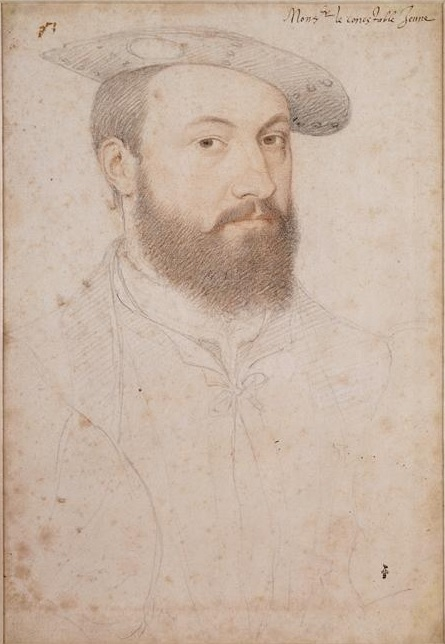
Anne de Montmorency
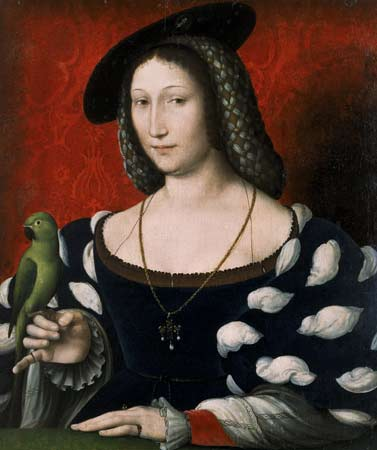
Małgorzata z Nawarry